# Департамент загальної розвідки (Йорданія)
Управління загальної розвідки Йорданії, (араб. دائرة المخابرات العامة) — головна цивільна зовнішня та внутрішня розвідка Йорданського Хашимітського Королівства. За деякими повідомленнями, одне з найважливіших і найбільш професіональних розвідувальних агентств на Середньому Сході Відіграло істотну роль у запобіганні кільком терористичним нападам як у Йорданії, так і в усьому світі.

## Історія
Агентство засновано згідно з Законом 24 від 1964 року. До свого створення діяло під назвою Департамент загального розслідування (араб. دائرة المباحث العامة) у 1952—1964 роках.
Було головною силою, яка підтримувала стабільність у Йорданії в роки після Чорного вересня, перешкоджаючи численним змовам терористів. Ще до атак 11 вересня йорданці стали ключовими партнерами у війні з терором. 1999 року відомості агентства попередили ЦРУ про змови терористів із Боснії проти цілей США в Європі.
На початку нового тисячоліття йорданська розвідка виявила широкомасштабний терористичний план із метою нападу на десятки готелів у Йорданії та Сполучених Штатах. Йорданія негайно передала інформацію Вашингтону, і атаки в обох країнах були зірвані. Агентство попередило США про теракти 11 вересня. Наприкінці літа 2001 року йорданська розвідка перехопила повідомлення про те, що на території Сполучених Штатів планується масштабна атака та буде використано літак. З повідомлення також випливало, що операція мала кодову назву «Велике весілля», яка насправді виявилася кодовою назвою змови 11 вересня. Повідомлення було передано до розвідки США кількома каналами.
Близько 100 бранців-членів Аль-Каїди пройшли через в'язницю Департаменту загальної розвідки Аль-Джафр, що в південній пустелі. Серед них деякі з найбільших «уловів» у війні з тероризмом: керівник операцій Аль-Каїди Халід Шейх Мохаммед і керівник району Перської затоки Абд аль-Рахім аль-Нашірі. Довіра американської розвідки до йорданських колег частково завдячує відразі обох країн до ісламського радикалізму. Вважається, що їхня співпраця допомогла придушити повстання Аль-Каїди в Іраку та знищити терористичних натхненників, таких як Абу Мусаб аль-Заркаві
Першим директором агентства був Мохаммад Расул Аль-Кайлані в 1964 році, а нинішнім директором є генерал Ахмад Хусні.
6 червня 2016 року, о 4:00 GMT, у перший день місяця Рамадан, троє офіцерів агентства загинули під час нападу на табір біженців, розташований на околицях Аммана.
Підозрюваного ідентифікували як Махмуд Машарфех. За даними Al Jazeera, Машарфех із 2012 по 2014 роки перебував в ув'язненні за спробу проникнути в Газу і приєднатися до угруповання, яке бореться з Хамасом. Джерело, що було близьке до підозрюваного, коли він був у в'язниці, стверджує, що Машарфех намагався приєднатися до ІДІЛ, і невідомо, чи йому це вдалося. Soon after the attack Masharfeh was arrested. Його заарештували невдовзі після нападу.

## Процедура і завдання
Директор агентства призначається королівським указом, який являє собою результат рішення, ухваленого Радою міністрів. Співробітники призначаються королівським указом за рекомендацією директора. Всі вони мають вищу освіту з різних спеціальностей і, перш ніж вступити на службу, повинні пройти ретельну перевірку на безпечність.
Обов'язки агентства визначені законом і полягають у забезпеченні внутрішньої та зовнішньої безпеки королівства шляхом проведення необхідних розвідувальних операцій та виконання обов'язків, прописаних прем'єр-міністром.

## Місія
Як випливає з офіційного сайту агентства, його місія полягає в тому,
щоб докладати зусиль до охорони Королівства та Нації під хашимітським керівництвом Його Величності короля Абдалли II бін аль-Хусейна, а також захисту свободи йорданського народу та збереження демократичної форми правління. Нашою метою є розділити з іншими відповідальність за розбудову належних основ, які ведуть до створення середовища безпеки та стабільності, що сприятливо позначиться на всіх секторах країни, забезпечуючи довіру до всіх типів місцевих та іноземних інвесторів для роботи в надійній та безпечній атмосфері.
На практиці агентство уславилося своєю активною діяльністю в Йорданії та на всьому Близькому Сході, а також співробітництвом з американською, британською та ізраїльською розвідками. Завдяки комплексній системі шпигунства воно відіграє центральну роль у збереженні стабільності в Йорданії та відстеженні підбурювальної діяльності. Вважається, що агентство є найближчим партнером ЦРУ після MI6. Воно підтримує добрі стосунки з ізраїльською розвідувальною агенцією Моссад, але в 1997 році відносини тимчасово зіпсувалися після спроби Моссаду вбити в Аммані ватажка Хамасу Халеда Машааля.